# Groucho Marx
Julius Henry "Groucho" Marx (2 d'octubre de 1890 - 19 d'agost de 1977) va ser un actor i comediant estatunidenc d'origen jueu.

## Vida i obra
És el tercer dels Germans Marx. El seu nom real és Julius Henry, nom degut al seu padrí, un tiet que també es deia així, el qual li van posar aquest nom, ja que es pensaven que era ric, i podria donar-los-hi diners. Però al final es va veure que no ho era i que devia diners fins i tot, a Frenchy, el pare d'aquest.
El nom artístic amb el qual se'l coneix, Groucho, no té un origen clar. Aquest nom pot ser degut a una partida de pòquer del 15 de maig a Galesburg (Illinois) en la qual Art Fisher els va anomenar així mentre repartia les cartes. Però segons el mateix Groucho, va sorgir mentre llegia la tira còmica "Sherlocko the Monk", durant el 1911-1914, ja que estava de moda acabar els noms en -o.
Era una persona molt diferent dels seus germans, no era gaire actiu físicament. No era atractiu i no tenia gaire confiança en ell mateix en els seus inicis. Julius sempre portava una bossa amb els diners dels germans, penjant del coll, groucho-bag. Però també se li pot atorgar al seu caràcter, ja que grouch significa queixar-se o neguitejar-se
Era un noi contemplatiu que va descobrir el plaer de la lectura i que devorava llibres que el seu germà Leo (Chico Marx) portava a casa. Un dia al llegir-se un llibre titulat “Julius, the Street Boy” li va dir a la seva mare: "El llibre tracta d’un nen que no tenia res més que brutícia i determinació, es va obrir pas des del no res fins a la presidència d’un banc. Jo tinc el mateix nom que ell, així que, per què no puc aconseguir un treball i ajudar a mantenir a la família?".
Per això va aconseguir ficar-se d’ajudant d'una oficina. Havia de respondre el telèfon que mai sonava i rebre correu del seu cap quan aquest no hi era. Dia a dia, va anar disminuint la seva assistència, perquè no tenia res a fer, fins que es va trobar al seu cap en el carrer.
Tot i així Julius era el més influenciat pel seu oncle Al Shean i per la seva carrera. Primer volia ser metge, per un oncle que tenia que li feia la pedicura al seu pare.
Des de llavors, la seva mare el va començar a portar-lo a agències teatrals. Va conèixer una dona que volia un noi jove que actués mentre ella es canviava de vestuari, aquesta va ser Lily Seville. Durant la gira amb Lily, a Julius li canvia la veu, passà de ser tenor a soprano. Cantà cançons de l’antic argot jueu, el jiddisch, agafades segurament del seu oncle Al Shean. Aquesta nova aventura acabà quan Lily s'escapà amb el domador de lleons i li entrega a Julius un bitllet de tornada a Nova York.
Ja com a actor experimentat tornà a una nova feina. Julius entra en contacte amb un dels buscadors de talents més experimentats del vodevil, Gus Edwards. El 1906 va participar en un número seu, “Els nois del Telègraf Postal de Gus Edwards”. Aquests van ser inclosos en la Gala del Metropolitan Opera House. Julius funcionava bé en l’obra però Edwards canviava molt sovint d’intèrprets.
Llavors el trobem en una altra obra en l’agost d’aquell mateix any en “L’home de la seva elecció”, amb una nova gira cap a la costa est. Era una peça d’aficionats amb un triangle amorós, bons robats, un amant gelós que crema la casa i amb una heroïna sacrificada que ofereix la pell del seu braç a una dama dubtosa que s'ha cremat. L’obra va durar del 1906 fins al 1907.
En el 1914 ja havia rebut el sobrenom de Groucho, i en aquell mateix any el seu germà Chico Marx es va casar i com no el va convidar es va enfadar i no el va invitar en la seva primera boda.
Es va casar el 4 de febrer de 1920 amb Ruth Johnson. Aquesta boda va ser dura perquè la mare de Ruth era, segons Groucho, una cristiana en sèrie.
En 1920 van tornar de nou cap a New York, on van intentar un altre cop torna a actuar. Però, malgrat les circumstàncies no van tenir èxit fins I’ll Say She Is, on Groucho ja va fer el bigoti pintat com un dels seus símbols característics. Segons la llegenda, va sorgir un dia que Groucho no tenia temps per ficar-se un bigoti de mentida, per a l’actuació, perquè a ell no li creixia el bigoti ben format, als pocs dies del naixement del Arthur. Groucho va arribar de l’hospital sense més temps que agafar un pinzell i arribar a l'escenari.
En I’ll Say She Is es va establir i fer famós en el seu paper com a etern llibertí. Van aconseguir divertir a la classe alta i baixa, per això van actuar en escenaris de tota Amèrica. Estaven reconstruint el millor dels vells temps per entretenir al públic dels nous.
Després de I’ll Say She Is, es van enriquir. Amb els guanys obtinguts els va invertir en borsa i en llogar un apartament. Abans que s'estrenés “Los Cuatro Cocos”, es va convertir en l’autor d’una obra pel “New Yorker” sota l'encapçalament de “Charlas de vodevil”.Però no va destacar fins a 1929, i al darrer any va publicar el seu primer llibre “Camas”.
Va començar a viure la vida de ric, es va mudar a diferents cases, es va unir a un dels clubs de la platja de Long Beach.
El seu vici més destacat era la impaciència, s'irritava ràpidament. El seu talent per als insults, indirectes i comentaris es va considerar que era manera d’expressar-se, encara que la persona que més menyspreava era a ell mateix. Això va fer que la seva dona fos el seu blanc perfecte. Cosa que li va comportar que Ruth es quedés atrapada en alcoholisme que va acompanyar la prohibició derivada de la denominada llei seca.
En canvi, amb els seus fills era atent i, segons ell, el naixement de la seva filla Miriam (19 de maig de 1927) va ser el dia més feliç de la seva vida.
En 1929, va perdre una gran quantitat de diners en la borsa. Va ser conduït al camí de la perdició pel seu íntim amic Max Gordon, que li deia quines accions havia de vendre i quines comprar. Ell i molta més gent del món de l'espectacle invertien en coses segures, posant un 10% del cost de qualsevol operació i deure al broker l’altre 90% més tard, quan les accions pugessin i es poguessin vendre’s com a benefici, com deia el mateix Groucho, "era com robar diners". Va perdre 250.000 dòlars, tots els seus estalvis. Va haver de demanar préstecs al seu banc i hipotecar la seva casa, enfonsant-se en el deute. Ell sempre vetllava perquè els altres no es gastessin els diners en luxes ridículs. Que estalviessin pel futur, com feia ell, i ara no li quedava res.
Les seves hores d’insomni les va invertir a expandir les seves ocasionals aparicions en articles per revistes i, fins i tot, escriure un llibre titulat “Camas”. Aquest llibre el va publicar l’any 1930, aquest llibre segons Héctor Arce va ser escrit pel nou realitzador de gags de Groucho., però el llibre no es diferenciava gaire. Groucho com sempre, va desprestigiar el seu llibre, però aquest va vendre més de 25.000 exemplars.
Van tornar a marxar amb una curta gira presentant de l’sketch de “I’ll Say She Is”, titulat “La venjanza de Napoleón”. A Groucho va ingressar en un hospital amb apendicitis i el va substituir el seu germà Zeppo, al qual ningú va notar la diferència.
Després de la retirada del grup de la pantalla, el 1941, es va convertir en escriptor humorístic.
Va aparèixer amb el seu germà Harpo en una gira amb les tropes dels EUA.
En els anys després del New Deal, van haver piquets i vagues en el món de l'espectacle. Aquestes vagues es van dur a terme per la Conferència de Sindicats dels Estudis, amb el seu líder Herb Sorrell i amb l'oposició del Gremi d’Actors de la Pantalla, amb el líder Ronald Reagan qui anys més tard arribaria a la presidència dels Estats Units. Van començar a sorgir moviments en contra del comunisme amb la revigorització del Comitè d’Activitats Antiamericanes, qui si va apuntar també l’advocat Richard M. Nixon, per així fer que el New Deal acabés. El New Deal però era difícil d’enderrocar però els esquerristes i lliberals eren fàcils de controlar. Això va fer que dinou testimonis consideressin les seves respostes davant el Comitè.,Però aquests no van contestar les preguntes, fet que va fer que els empresonessin, se’ls va anomenar els “Deu de Hollywood”. Per donar-los suport es va crear el Comitè per a la Primera Esmena, per protegir la llibertat d’expressió amb què comptava amb gent com: Frank Sinatra, Humphrey Bogart, Gene Kelly, Rita Hayworth i Groucho Marx entre d'altres.
Això va fer que el FBI espiés a Groucho, dient que Groucho formava part del Partit Comunista, però Groucho no va formar ni es va implicar en aquest. Van fer un informe en el qual també si explicava la seva implicació en el Comitè Democràtic, l’Ajut de Guerra Russa i l'oposició a l’Espanya feixista. Es va relacionar amb una “Nova Declaració d’Independència” amb la que es demanava la ruptura immediata de tota la relació econòmica amb Alemanya. Però el director de l'FBI no va creure oportú fer cap acció referent a aquest assumptes.
En 1942 es va divorciar de la seva dona. Cosa que va fer que s'unís a una excursió destinada a pujar la moral per tot el país, anomenada “Many Happy Returns”.
Durant la gira pels campaments va rebre la visita de la seva filla Miriam, li va dir que s'emportessin a Kay, la dona de Leo Gorcey, amb la que es va fer amiga íntima ràpidament. Ho va dir perquè el seu matrimoni era una farsa i Leo era un home violent, se la van emportar i això al final va provocar que es divorciés i que Groucho s'enamorés d’ella. Es va casar amb ella el 21 de juny de 1945.
Van voler tornar a fer cinema, i va haver un gran escàndol amb el títol de la nova pel·lícula “Una Noche en Casablanca”, ja que aquesta assemblava molt a “Casablanca” de Humphrey Bogart i Ingrid Bergman. Això va fer que Groucho els enviés una carta satírica als germans Warner, perquè aquests es volien apropia amb el nom de “Casablanca”.
En 1947 al fer un Especial de Radio de Walgreen amb Bob Hope, va fer que un jove productor anomenat John Guedel, s'interessés per fer que Groucho tingués un contacte més proper amb la gent del poble i fer servir la seva espontaneïtat amb ells, un programa de preguntes. El primer programa va ser emès el 27 d’octubre de 1947. Aquest programa es va dir “You Bet Your Life” i es va emetre durant tres anys en la ràdio i onze i mig en la televisió.
En el programa de televisió va deixar de banda tota la indumentària que portava per fer les pel·lícules perquè la gent el reconegués, l’únic que va fer va ser deixar-se un bigoti, però aquest cop real.
Va fer dues pel·lícules més en solitari com Double Dynamite i A girl in Every Prost.
En 1950, es va separar de la seva dona i inclòs va presentar una demanda al Tribunal Superior de los Angeles, acusant la seva dona d'“extrema crueltat” i provocadora de “dolorosos patiments mentals”. Però al cap de quatre anys es va tornar a casar amb Eden Hartford. Però la seva relació amb els seus fills i dones era una font contínua de disgustos.
Als principis dels 50 la seva filla Miriam es va convertir en una bevedora habitual. Va patir un accident de tràfic quan es va quedar parada en les vies del tren quan conduïa sota els efectes de l’alcohol.
El seu fill Arthur va començar la seva carrera com a escriptor, amb un exemple com “la meva vida amb Groucho”, que va ser un gran èxit.
Segons el seu fill, només va veure plorar al seu pare amb la mort del seu germà Harpo Marx.
En 1971 va patir un lleu atac però es va recuperar ràpidament. Aquell mateix va conèixer a Erin Fleming qui va portar a Groucho i a la seva família a escàndols i a la premsa i al públic.
Va anar a Cannes on va ser homenejat i va rebre una medalla de Comanador de les Arts i les Lletres. Just abans de marxar cap a Europa va assistir a l'entrega de l'Oscar honorífic a Charles Chaplin. Qui no havia trepitjat terra americà des de 1952, va anar a veure a Groucho a la seva recepció i li va dir unes paraules de consell: “Mantén-te abrigat”. En setembre va patir un nou atac però aquest més greu que els altres.
En 1975 va rebre el Premi honorífic de l'Acadèmia, on va fer un breu discurs dient: “Només m’agradaria que Chico i Harpo estiguessin aquí, i Margaret Dumont, que mai va entendre cap dels nostres acudits. Deia: “Julie, de què es riuen?”
Mentre Groucho estava en l’hospital va haver una gran disputa judicial entre la gent que deia que Erin maltractava a Groucho i els que deien que Erin era la dona que s'estimava. Segons la biografia de Groucho, escrita pel seu fill Arthur Marx, l'origen de la disputa es troba en el suposat interès que Erin Fleming tenia en mantenir dominat Groucho per tal d'aconseguir-ne beneficis de tipus econòmic i professional. Arthur va tractar d'aconseguir la tutela de Groucho mitjançant diverses querelles i judicis en els quals es van aportar proves de maltractament psicològic i físic i administració de barbitúrics per tal de sotmetre Groucho a decisions interessades d'Erin.
Va morir el 19 d’agost de 1977, tres dies després de la mort del rei del “Rock & Roll”, Elvis Presley.
En Groucho Marx fou incinerat, les seves cendres es guarden a l'Eden Memorial Park. La creença popular que diu que a la seva tomba hi ha escrit l'epitafi "Perdonin que no m'aixequi" és falsa. De fet només cal observar la foto de la seva tomba per desmitificar aquest rumor.

## Filmografia
Pel·lícules dels quatre germans Marx
- Humor Risk (1921), exhibida una sola vegada en un passi privat. Només se'n conserven uns quants fragments.
- The Cocoanuts (1929), produïda per Paramount
- Animal Crackers (El conflicte dels Marx) (1930), produïda per Paramount
- Monkey Business (Pistolers d'aigua dolça) (1931), produïda per Paramount
- The House That Shadows Built (1931), produïda per Paramount. Inclou un curt de sis minuts, l'única part de la pel·lícula en la qual apareixen.
- Horse Feathers (1932), produïda per Paramount
- Duck Soup (1933), produïda per Paramount

Pel·lícules dels tres germans Marx (sense Zeppo)
- A Night at the Opera (Una nit a l'òpera) (1935), produïda per MGM
- A Day at the Races (Un dia a les curses) (1937), produïda per MGM
- Room Service (L'hotel dels embolics) (1938), produïda per RKO
- At the Circus (Una tarda al circ) (1939), produïda per MGM
- Go West (Els germans Marx a l'Oest) (1940), produïda per MGM
- The Big Store (1941), produïda per MGM
- A Night in Casablanca (Una nit a Casablanca) (1946), produïda per Loma Vista
- Love Happy (1949), produïda per Mary Pickford
- The Story of Mankind (1957), produïda per Warner Bros; apareixen per separat, no es considera una pel·lícula dels germans Marx

Pel·lícules en solitari
- Copacabana (1947), produïda per United Artists
- Double Dynamite (1951), produïda per RKO
- A Girl in Every Port (1952), produïda per RKO
- Will Success Spoil Rock Hunter? (1957), produïda per 20th Century Fox
- The Mikado (1960), programa de televisió
- Skidoo (1968), produïda per Paramount